# ویکتور شرکنگوست
ویکتور شرکنگوست (به انگلیسی: Viktor Schreckengost)؛ (زادۀ ۲۶ ژوئن ۱۹۰۶ میلادی – درگذشتۀ ۲۶ ژانویهٔ ۲۰۰۸ میلادی) یک طراح صنعتی اهل ایالات متحدهٔ آمریکا و همچنین آموزگار، مجسمه‌ساز و هنرمند بود. آثار گستردهٔ او شامل طرح‌های برجستهٔ سفال، طراحی صنعتی، طراحی دوچرخه و تحقیقات اساسی دربارهٔ بازخورد رادار بود. همتایان شرکنگوست شامل طراحان نامداری چون: ریموند لووی، نورمن بل گدس، اوا زایزل و راسل رایت بودند.